# Utazás

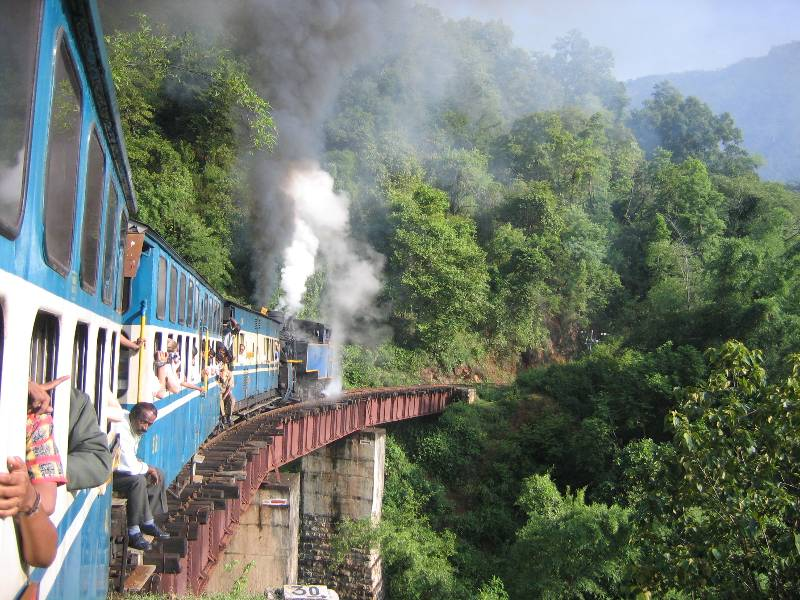
Vonatos utazás Indiában

Az utazás emberek helyváltoztatás céljából történő közlekedése. Céljai különfélék lehetnek. 

## Lehetséges céljai és motivációi
Az utazási célok és a motivációk a következők lehetnek:
- Turizmus pihenési, szabadidő eltöltési céllal. Ez jelentheti az utazást magát, egy tervezett helyre való eljutáshoz.
- Barátok és család meglátogatása
- Kereskedelem, üzleti út, vagy áruszállítás
- Zarándoklat, utazás vallási okokból
- Ingázás, rendszeresen ismétlődő tevékenység miatt munkahelyre, iskolába, találkozókra vagy más okokból történő utazás
- Vándorlás, rendszeres, tartós utazás
- Kivándorlás és bevándorlás (migráció), költözés új élet kezdése céljából

### Üdülés, nyaralás
Az üdülés alapvetően a legtöbb ember számára a nyugalmat, pihenést illetve az aktív szabadidőtöltést jelenti. Ezért cél - ha az időbeli és anyagi körülmények megengedik - az otthoni, megszokott környezet elhagyása hosszabb-rövidebb időre. Az utazás részleteit intézheti maga az utazó vagy ezzel megbíz másvalakit, manapság jellemzően utazási irodát. Az utazási irodák által szervezett út általában csoportos utazást jelent, de vonatkozhat egyéni (családi) utazásra is. 

### Üzleti utazás
A gazdasági célok illetve előnyök érdekében tett utazás az üzleti út (más néven hivatali vagy üzleti utazás). Az üzleti partnerek általában valamelyik partner telephelyén találkoznak kapcsolatfelvétel illetve a meglévő kapcsolat kiépítése/stabilizálása céljából. A mai modern tömegkommunikációs eszközök tekintetében szerepe ugyan csökkent, de nagyobb volumenű illetve fontosságú üzletek esetében még mindig nagy jelentősége van, mert a partnerek alaposabban ismerhetik meg egymást és hosszabb időre találkoznak. Ettől a kapcsolat hosszútávú és stabil meglétét is remélik. Ide soroljuk azonban a vásárokra és piaci jellegű kiállításokra történő utazást is, ahol nem egy, hanem több - potenciális - partnert ismerhet meg a gazdasági céllal utazó.

### Zarándoklat
Vallásos meggyőződésből, az adott vallásban kiemelkedő szerepet játszó hely felkeresése a zarándoklat. A kereszténységben ilyen például Róma, Jeruzsálem, Köln, Santiago de Compostella. 

### Misszió
A zarándoklattal ellentétben a misszió nem az utazó lelki épülését célozza, hanem avval a meggyőződéssel keres fel más helyeket és embereket, hogy az ő lelki gyarapodásukat tegye lehetővé, azaz a vallás terjesztése. Ezen a területen igen aktívak voltak és azok máig is különösen a keresztények és a muszlimok, de a buddhisták is. A konfucianizmus, hinduizmus, sintoizmus viszont nem térítő vallások.

### Tudományos kutatóút
A tudományos céllal tett utat (tudományos kutatóutat) idegen szóval expedíciónak is szokás nevezni. Részben csak a idegen városokban vagy országokban található tudományos gyűjtemények, laboratóriumok felkeresését is jelent(het)i. Tipikus kutatónak inkább azonban például a német Alexander von Humboldtot tekinthetjük, aki a 19. század elején beutazta Közép-és Dél-Amerikát és kutatási eredményeit húsz kötetben, addig nem ismert részletességgel közölte. 

### Felfedező-út
Az úgy nevezett nagy felfedezők úgy mint Marco Polo, Kolumbusz Kristóf, Vasco da Gama, Ferdinand Magellan és James Cook addig az európaiak által nem ismert világokat keresték fel. Mára ennek az utazásfajtának természetesen már csak történeti szerepe van, hisz legjobb ismereteink szerint bolygónk minden területe ismert és fel van térképezve. Kivételek talán az Amazonas járhatatlan vidékein vagy a Himalája vidékén képzelhető el.

## Képzeletbeli célok

### Időutazás
A hipotetikus időutazás az időben való olyan mozgást jelent, amely az idő ismert és mindenki által megélt haladásával ellentétes irányában vagy sebességében. Bár az időutazás jelenlegi fizikai ismereteink szerint lehetséges bizonyos esetekben, megvalósítása messze meghaladja a jelenlegi technológiai képességeinket.